# I fuorilegge della valle solitaria
I fuorilegge della valle solitaria (Tierra brutal, The Savage Guns) è un film del 1961 diretto da Michael Carreras.

## Trama
Mike Summers, ex combattente della Guerra di Secessione si trasferisce in Messico, adesso vive felicemente in un ranch. L'esperienza della guerra lo ha sconvolto al punto di aver paura di toccare un'arma da fuoco, anche se lui è un buon tiratore. Ma Summers deve però contravvenire al suo proposito a causa di una banda di malfattori. Steve Fallon è un pistolero di fama che capita a Valle Solitaria per caso e prende le parti di Summers, innamorandosi poi di Juana. Fallon si batterà per Summers restando gravemente ferito ed alla fine, quando Danny sta per ucciderlo a sangue freddo, Summers lo affronta
contravvenendo ai propri principi ma avendo comunque  la meglio.